# Lautaro Núñez Atencio
Lautaro Núñez Atencio (Iquique, 24 de enero de 1938) es un arqueólogo chileno, galardonado con el Premio Nacional de Historia en 2002.

## Biografía
Nació en Iquique y desciende de una antigua familia peruana del norte de Chile, zona que perteneció a Perú hasta 1884.
Se licenció en Historia y Geografía en la Universidad de Chile, con estudios de postgrado en la Universidad Carolina de Praga y Doctor en Ciencias Antropológicas de la Universidad de Tokio.
Trabajando en el Norte Grande de Chile, ha realizado numerosas investigaciones sobre arqueología, antropología e historiografía de Chile y América, destacándose su posición de director del Museo San Pedro de Atacama. Descubrió el significado y origen de los petroglifos de la Primera Región, relacionados con los movimientos de pueblos pre-incas, y también ha descubierto nuevos senderos del Camino del Inca en Chile. Actualmente trabaja en la Universidad Católica del Norte.

## Obras publicadas
- Movilidad giratoria, armonía social y desarrollo en los Andes meridionales: patrones de tráfico e interacción económica (1978) (junto con Tom Dillehay)
- Paleoindio y arcaico en Chile: diversidad, secuencias y procesos (1983)
- La Tirana del Tamarugal: del misterio al sacramento (1989)
- Cultura y conflicto en los oasis de San Pedro de Atacama (1992)
- Gustavo Le Paige S.J.: cronología de una misión (1993)
- Reseña bibliográfica: El dios cautivo. Las Ligas Patrióticas en la chilenización compulsiva de Tarapacá (1910-1922) (de Sergio González Miranda 2005)
- Palabras amistosas desde el desierto (2013)
- Pinturas de Gustavo LePaige: imaginario y vida de un misionero jesuita (2015)
- Aprendamos arqueología de nuestra tierra (2016)
- Atlas arqueológico para niños. Conociendo a los antiguos habitantes de mi región, Antofagasta (2018)